# 1991年8月逝世人物列表
1991年逝世人物列表：1月 - 2月 - 3月 - 4月 - 5月 - 6月 - 7月 - 8月 - 9月 - 10月 - 11月 - 12月
1991年8月逝世人物列表，是用於匯總1991年8月期間逝世人物的列表。

## 依日期排序

### 1日
- 陈如龙
- 海倫·佩奇·坎普，60歲，美國女演員（貝萊爾新鮮王子），中風。
- 卡米尼·法蒂科，81歲，甘比諾犯罪家族中的美國黑幫和卡波政權。
- 約翰·吉爾克裡斯特，51歲，蘇格蘭足球運動員。
- 優素福·伊德里斯，64歲，埃及劇作家和小說家，心臟病發作。[1]
- 克裡斯·肖特，53歲，美國棒球運動員，腦動脈瘤併發症。[2]
- 弗拉多謝格特，83歲，南斯拉夫和波士尼亞遊擊隊員，政治家和政治委員。

### 2日
- 馬塞爾·布裡斯泰納，80歲，法國電影導演。[3]
- 鮑勃·佩里納，70歲，美國橄欖球運動員。[4]
- 傑克·森森布倫納，88歲，美國政治家。
- 鮑裡斯·烏加羅夫，69歲，蘇聯畫家。
- 約翰·法蘭西斯·惠倫，70歲，美國羅馬天主教大主教。[5]

### 3日
- 格奧爾格·克羅格，76歲，挪威奧運速度滑冰運動員和律師。[6]
- 路易絲·哈蒙德·雷蒙德，104歲，美國網球運動員。
- 阿曼多·孔特雷拉斯·雷耶斯，72歲，智利足球運動員。
- 科尼利厄斯VS羅斯福，75歲，美國二戰老兵，西奧多·羅斯福總統的孫子。[7]
- 阿裡·薩布里，70歲，埃及政治家，總理（1961-1968）和副總統（1965-1968），心臟病發作。
- 卡羅利·索斯，82歲，匈牙利足球運動員和經理。

### 4日
- 迪恩·伯奇，63歲，美國律師和說客，膀胱癌。[8]
- 唐·達格拉迪，80歲，美國動畫師和編劇[9]
- 葉夫根尼·德拉古諾夫，71歲，蘇聯武器設計師（SVD-63步槍）。
- 傑里·薩瑟恩，64歲，美國歌手，心臟病發作。[10]
- 埃米爾·查卡羅，43歲，保加利亞指揮家。[11]
- 尼基福羅斯·維雷塔科斯，79歲，希臘作家。[12]
- 薩米·懷特，64歲，美國棒球運動員。[13]

### 5日
- 保羅·布朗，82歲，美式橄欖球教練（克利夫蘭布朗隊），肺炎。[14]
- 默里·戈爾登，78歲，美國電視導演和製片人[15]
- 本田宗一郎，84歲，日本工程師和商人（本田），肝功能衰竭。[16]
- 加斯頓·利泰茲，81歲，法國管風琴家和作曲家。[17]
- 莉娜·穆希娜，66歲，列寧格勒圍城戰期間的俄羅斯日記家。

### 6日
- 沙普爾·巴赫蒂亞爾，77歲，伊朗政治家，總理（1979年），被謀殺。[18]
- 羅蘭米契納，91歲，加拿大政治家，總督（1967-1974）。[19]
- 亞瑟·彭特洛，67歲，英國演員[20]
- 哈里·里森納，68歲，美國記者和評論員[21]
- 馬克斯·羅斯塔爾，86歲，奧地利-英國小提琴家。[22]
- 乔·维德，65歲，美國男子游泳運動員。[23]

### 7日
- 吉米·庫尼，96歲，美國棒球運動員。[24]
- 卡琳娜·耶德魯西克，60歲，波蘭歌手和女演員，哮喘患者。
- 查尔斯·曼林，61歲，美國男子賽艇運動員。[25]
- 比利·詹姆斯，42歲，紐西蘭喜劇演員，心力衰竭。
- 白相国，73歲，中國軍官和政治家。

### 8日
- 常迵
- 安德拉斯·本凱，67歲，匈牙利政治家。
- 朱麗莎·戈麥斯，18歲，美國體操運動員，四肢癱瘓，感染。
- 丹尼爾·哈伯曼，58歲，美國詩人、翻譯家和平面設計師，淋巴瘤。[26]
- 格拉迪斯·胡萊特，95歲，美國默片女演員。[27]
- 詹姆斯·歐文，61歲，美國宇航員（阿波羅15號），心臟病發作。[28]
- 伊万·阔日杜布，71歲，第二次世界大戰期間的蘇聯飛行王牌，心臟病發作。
- 尼古拉斯·波普，94歲，俄裔美國語言學家。
- 吉川滿子，90歲，日本女演員，心臟病發作。
- 沃爾特·澤曼，64歲，奧地利足球守門員。[29]

### 9日
- 理查·李·阿姆斯壯，54歲，美籍加拿大科學家，肝癌。
- 塞拉·德拉夫蘭西亞，103歲，羅馬尼亞鋼琴家。
- 舒伯特·甘貝塔，71歲，烏拉圭足球運動員。[30]
- 科里·哈通，85歲，荷蘭編舞家。[31]
- 理查·洛文塔爾，83歲，德國記者和學者。
- 漢克·馬傑斯基，74歲，美國棒球運動員和教練，癌症。[32]

### 10日
- 約翰·阿布特，87歲，美國律師和共產主義政治家[33]
- 赫伯特·布蘭肯霍恩，86歲，德國外交官。
- 埃伦·布劳米勒，80歲，德國奧運會田徑運動員（1932年）。[34]
- 丹尼·卡索拉羅，44歲，美國作家，因流血自殺。
- 漢斯·雅各·波洛茨基，85歲，以色列語言學家。[35]
- 傑西·羅賓斯，86歲，英國女演員。
- 巴斯特·史密斯，86歲，美國薩克斯手，心臟病發作。[36]

### 11日
- 阿爾弗雷德·多姆佩特，76歲，德國奧運亞軍（1936年）。[37]
- J·D·麥克達菲，52歲，美國賽車手，賽車事故。
- 艾倫·斯賓納，43歲，英國貝斯手，心臟病發作。
- 威廉·烏特曼，78歲，德國電影製片人。[38]
- 赫爾穆特·瓦爾查，83歲，德國管風琴家。[39]

### 12日
- 愛德華·喬治·鮑恩，80歲，威爾士物理學家和雷達發明者。
- 查克·查科維茨，79歲，美國籃球運動員。[40]
- 林风眠，90歲，中國畫家。[41]
- 威廉·D·戈登，73歲，美國編劇和演員，肺癌患者。
- 埃德森·坎波斯·馬丁斯，61歲，巴西足球運動員。
- 漢斯·魏格爾，83歲，奧地利作家和戲劇評論家。[42]

### 13日
- 露西亞·佩卡，79歲，拉脫維亞裔美國藝術家。
- 詹姆斯·羅斯福，83歲，美國政治家，美國眾議院議員[43]
- 傑克·里安，64歲，美國玩具設計師
- 理查·A·斯內林，64歲，美國商人和政治家，心臟病發作。[44]
- 約翰·薩默菲爾德，83歲，英國作家和左翼活動家。
- 山田一雄，78歲，日本指揮家、作曲家。[45]

### 14日
- 瓦爾德馬·克里斯托弗·布羅格，79歲，挪威小說家、記者和翻譯家。[46]
- 斯坦利·钱伯斯，80歲，英國自行車運動員和奧運會銀牌得主。[47]
- 阿爾貝托·克雷斯波，71歲，阿根廷賽車手。
- 塔斯利姆·奧拉瓦萊·埃利亞斯，76歲，奈及利亞法學家。
- 道格拉斯·基克，61歲，美國作家，心臟病發作。[48]
- 路德維希·蘭德格勒布，89歲，奧地利現象學家和哲學教授。[49]

### 15日
- 愛德華多·埃雷拉·布埃諾，77歲，西班牙足球運動員。[50]
- 肯·古恩，82歲，蘇格蘭足球運動員。
- 阿裡·阿布·努瓦爾，67歲，約旦陸軍軍官。
- 瑪麗埃塔·皮博迪·特裡，74歲，美國政治記者，乳腺癌。[51]
- 傑克·特威福德，82歲，澳大利亞足球運動員。

### 16日
- 查理斯·加里，82歲，美國民權律師，中風。[52]
- C.阿丘塔·梅農，78歲，印度政治家，心臟病發作。
- 布魯諾·尼古拉，65歲，義大利電影音樂作曲家和管弦樂隊指揮。[53]
- 約翰內斯·維斯，76歲，二戰期間德國空軍王牌戰鬥機。
- 路易吉·讚帕，86歲，義大利電影導演。[54]

### 17日
- 唐·杜賓斯，63歲，美國演員，癌症。[55]
- 洛娜·希爾，89歲，英國兒童作家。[56]
- 迪特爾·柯尼希，60歲，德國摩托艇賽車手。
- 默文·尼爾森，76歲，美國演員和製片人。[57]
- 瑪格麗特·威廉姆斯，95歲，美國地質學家。

### 18日
- 路易士·林德利·辛特拉，66歲，葡萄牙語言學家和語言學家。
- 大衛·蓋爾，54歲，英國演員，手術併發症。
- 裡克·格裡芬，47歲，美國藝術家和漫畫家，交通事故。[58]
- 派翠克·約瑟夫·凱利，96歲，蘇格蘭-奈及利亞羅馬天主教主教。[59]
- 波特·萊因哈特，83歲，美式橄欖球運動員。[60]
- 萊斯·麥克道爾，78歲，蘇格蘭足球運動員。[61]
- 江生，40歲，臺灣武俠演員，心臟病發作。
- 沃恩·舒梅克，89歲，美國漫畫家，癌症。[62]

### 19日
- 奧利弗·德雷克，88歲，美國電影製片人。[63]
- 贊·菲爾丁，72歲，英國作家、記者和旅行者。[64]
- 漢斯·范德蘭，86歲，荷蘭建築師和僧侶。[65]
- 理查德·馬爾特比，77歲，美國音樂家。[66]
- 亨利·範·沙伊克，92歲，荷蘭騎馬運動員和奧運獎牌得主。[67]

### 20日
- 赫伯特·費伯，85歲，美國視覺藝術家。[68]
- 卡爾曼·卡哈納，81歲，以色列政治家和記者。
- 戈皮納特·莫漢蒂，77歲，印度作家和小說家。
- 何塞·路易斯·薩吉-維拉，46歲，西班牙籃球運動員。[69]
- 哈雷·奧林·斯塔格斯，84歲，美國政治家。
- 米哈利·泰萊基，95歲，匈牙利政治家。

### 21日
- 米哈伊爾·阿古爾斯基，58歲，俄羅斯蘇聯學家、控制論者、持不同政見者和歷史學家。[70]
- 尼克·德卡博，81歲，美國橄欖球運動員。[71]
- 沃爾夫岡·希爾德斯海默，74歲，德國作家。[72]
- 尤根·傑貝萊努，80歲，羅馬尼亞詩人、記者和學者。
- 保羅·米勒，84歲，美國記者和報紙主管，肺炎。[73]
- 拉賈拉姆·沙斯特里，87歲，印度教育家。
- 奧斯瓦爾德·馮·內爾-布勞寧，101歲，德國神學家。
- 理查·威爾遜，75歲，美國電影導演，患有胰腺癌。[74]

### 22日
- 陳·庫爾特，89歲，美國田徑運動員和奧運會選手。[75]
- 科琳·杜赫斯特，67歲，加拿大裔美國女演員，患有宮頸癌。[76]
- 戈特弗里德·諾特，76歲，德裔美國數學家。[77]
- 鲍里斯·普戈，54歲，蘇聯政治家，開槍自殺。

### 23日
- 喬治·迪克森，90歲，美國橄欖球聯盟球員。[78]
- 威廉·哈內曼，77歲，奧地利-德國足球運動員。
- 伊內斯·勞埃德，65歲，威爾士電視製片人。
- 阿格尼絲·內梅斯·納吉，69歲，匈牙利詩人、作家和教育家。[79]
- 弗洛倫斯·芭芭拉·塞伯特，93歲，美國生物化學家。[80]
- 米爾德里德·特羅特，92歲，美國法醫人類學先驅。[81]

### 24日
- 谢尔盖·阿赫罗梅耶夫，68歲，蘇聯元帥，中彈自殺。[82]
- 迪克·貝多斯，65歲，加拿大體育記者，肝癌。
- 雷諾德·布朗，73歲，美國現實主義藝術家。
- 阿貝爾·基維亞特，99歲，美國奧運亞軍（1912年），前列腺癌。[83]
- 托尼·馬丁內斯，51歲，古巴裔美國棒球運動員。
- 奧格·拉姆伯格，69歲，挪威政治家。
- 維維安·瓦尚，40歲，加拿大職業摔跤手和歌手，交通事故。
- 貝布·維克，86歲，荷蘭作家。[84]

### 25日
- 尼文·布施，88歲，美國小說家和編劇（郵差總是響兩次），充血性心力衰竭。[85]
- 庫南克里爾·雅各布，87歲，印度教育家。
- 松前重義，89歲，日本工程師。
- 埃迪·菲利普森，80歲，英國板球運動員。[86]
- 芝木好子，77歲，日本短篇小說和小說作家。

### 26日
- 尼古拉·克魯奇納，63歲，蘇聯共產黨官員，自殺。
- 羅恩·利文斯通，65歲，美國籃球運動員。[87]
- 約翰·佩茨，77歲，英國藝術家。
- 薇拉·斯特羅耶娃，87歲，蘇聯電影導演和編劇。[88]
- 威利·桑頓，71歲，蘇格蘭足球運動員。[89]

### 27日
- 皮埃爾·布斯凱，71歲，法國記者和極右翼政治家。
- 戈登·希思，72歲，美國演員[90]
- 馬丁·卡拉達吉安，69歲，阿根廷職業摔跤手和演員，糖尿病。
- 托托·庫普曼，82歲，荷蘭模特和間諜。[91]
- 焦阿基諾·穆欽，91歲，義大利羅馬天主教主教。
- 邁克·瑙緬科，36歲，蘇聯歌手，腦溢血。
- 塞爾維亞族長日耳曼，92歲，塞爾維亞東正教族長（1958-1990）。
- 泰迪·斯托弗，82歲，瑞士樂隊領隊、藝人和餐館老闆。[92]
- 皮特·范博克斯特爾，88歲，荷蘭足球運動員。[93]

### 28日
- 皮埃爾·紀堯馬特，82歲，法國政治家。[94]
- 埃米利亞諾·彼德拉，60歲，西班牙電影製片人，癌症。[95]
- 阿萊科斯·薩克拉里奧斯，77歲，希臘作家和導演。[96]
- 尼古拉斯·沙夫納，38歲，美國作家、記者和創作歌手，愛滋病相關併發症。[97]
- 文斯·泰勒，52歲，英國搖滾歌手

### 29日
- 達拉斯·亞當斯，44歲，英國演員，愛滋病。
- 伊万·博丁，68歲，瑞典足球運動員。[98]
- 阿利克·布坎南-史密斯，59歲，蘇格蘭政治家。
- 迪克西·鄧巴，72歲，美國女演員和歌手。[99]
- 利貝羅·格拉西，67歲，義大利服裝製造商

### 30日
- 喬伊斯·阿克羅伊德，72歲，澳大利亞學者。[100]
- 阿道·努內斯·多內萊斯，68歲，巴西足球運動員。
- 西里爾·諾爾斯，47歲，英格蘭足球運動員，腦癌。[101]
- 尚·丁格利，66歲，瑞士雕塑家，心力衰竭。[102]
- 艾倫·惠特利，84歲，英國演員，心臟病發作。
- 丹尼·維爾拉漢，88歲，澳大利亞足球運動員。

### 31日
- 艾德·布坎南，57歲，加拿大足球運動員
- 安德烈·加西尼卡·丹尼爾，59歲，波蘭跳臺滑雪運動員和奧運選手。[103]
- 格里·戴維斯，61歲，英國電視編劇
- 克里夫·拉姆斯登，60歲，加拿大馬拉松世界冠軍游泳運動員。[104]
- 西蒂·蘇卡蒂娜·蘇納約·曼貢普斯皮托，83歲，印尼女權活動家和政治家。
- 福爾錢德拉·沙斯特里，90歲，印度耆那教學者、作家和社會改革家。